# Bramka NOT
Bramka NOT – układ cyfrowy, bramka logiczna wykonująca logiczną negację.

Symbol bramki logicznej NOT

Znaczenie bramki przedstawia poniższa tablica prawdy (Q={\displaystyle \neg }A):
| A | Q |
| - | - |
| 1 | 0 |
| 0 | 1 |